# Dipoena anas
Dipoena anas là một loài nhện trong họ Theridiidae.
Loài này thuộc chi Dipoena. Dipoena anas được Herbert Walter Levi miêu tả năm 1963.